# Envermeu
Envermeu är en kommun i departementet Seine-Maritime i regionen Normandie i norra Frankrike. Kommunen ligger i kantonen Envermeu som tillhör arrondissementet Dieppe. År 2022 hade Envermeu 1 973 invånare.

## Befolkningsutveckling
Antalet invånare i kommunen Envermeu
| Referens: INSEE |